# Kreis Paderborn (1816–1974)

Lage des Kreises im Regierungsbezirk Detmold 1947–1968

Der Kreis Paderborn (1953–1969: Landkreis Paderborn) war ein von 1816 bis 1974 bestehender Kreis. Der Kreis war zunächst Teil des Regierungsbezirks Minden in der preußischen Provinz Westfalen, ab 1946/47 Teil des nordrhein-westfälischen Regierungsbezirks Detmold. Verwaltungssitz war Paderborn. Der Kreis ging 1975 im Rahmen der nordrhein-westfälischen Gebietsreform zusammen mit dem Kreis Büren im neu gegründeten Kreis Paderborn auf.

## Geografie

### Lage
Der Altkreis Paderborn lag zwischen 51° 56′ und 51° 37′ n. B. und zwischen 8° 24′ und 9° 00′ ö. L. in der Südostecke der Westfälischen Bucht. Er hatte Anteil am östlichen Hellwegraum, reichte im Norden bis weit in die Senne, wurde im Osten vom Eggegebirge begrenzt, und seinen Süden bedeckte die Paderborner Hochfläche.
Die Ems hat ihre Quelle hier in der Senne zwischen Stukenbrock und Hövelhof. In Bad Lippspringe entspringt die Lippe, der in Schloß Neuhaus die Pader und die Alme zufließen. Unterhalb von Kirchborchen fließt die Altenau in die Alme.

### Ausdehnung
Der Kreis umfasste 1950 eine Fläche von 596,57 km² mit einer Wohnbevölkerung von 109.045 Einwohnern. Damit hatte er eine Bevölkerungsdichte von 183 Einwohnern je km². 
An dem Punkt, an dem der Kreis an die Kreise Wiedenbrück und Lemgo grenzte, grenzte ebenfalls der Kreis Bielefeld an. Dieser Punkt inmitten der ehemals menschenleeren Senne war früher ein Vierländereck, woran heute noch historische Grenzsteine erinnern: Hier trafen die Territorien der Grafschaft Ravensberg, der Grafschaft (später Fürstentum) Lippe, des Hochstifts Paderborn und der Grafschaft Rietberg aufeinander.

### Nachbarkreise
Der Kreis Paderborn grenzte 1969 im Uhrzeigersinn im Norden beginnend an die Kreise Bielefeld, Lemgo, Detmold, Höxter, Warburg, Büren, Lippstadt und Wiedenbrück.
Die Kreisgrenze hatte eine Länge von 167 km. Davon entfielen beginnend in Norden im Uhrzeigersinn auf die Grenzen zu den Kreisen Lemgo 6 km, Detmold 25 km, Höxter 19 km, Warburg 5 km, Büren 79 km, und Wiedenbrück 33 km (Stand Ende 1971).

## Vorgeschichte: Der Unterwaldische Kreis
Nachdem das Hochstift Paderborn 1803 durch den Reichsdeputationshauptschluss an Preußen gefallen war, wurde aus dem Hochstift das Fürstentum Paderborn. Sein Gebiet wurde von den preußischen Behörden in drei neue Landkreise aufgeteilt, den Oberwaldischen Kreis im Osten, den Warburger Kreis im Süden und den Unterwaldischen Kreis im Westen des Fürstentums. Zum Unterwaldischen Kreis gehörten das Küchenamt Neuhaus, das Küchenamt Boke, das Küchenamt Delbrück, das Amt Wewelsburg und die Herrschaft Büren. Landrat des Unterwaldischen Kreises war Maximilian von Elverfeldt.
Von 1807 bis 1813 gehörte das Gebiet zum Königreich Westphalen und erhielt eine Verwaltungsstruktur nach französischem Muster. Das spätere Kreisgebiet gehörte nun zum Distrikt Paderborn im Departement der Fulda und war in die fünf Kantone Paderborn, Delbrück, Kirchborchen, Lippspringe und Neuhaus untergliedert. Der vormalige Landrat Maximilian von Elverfeldt war in dieser Zeit Unterpräfekt des Distrikts Paderborn.

## Geschichte
Nach dem Zusammenbruch der napoleonischen Herrschaft fiel das Gebiet 1813 wieder an Preußen, das seinen Gebietserwerb nach der Bestätigung durch den Wiener Kongress 1815 seiner neu geschaffenen Provinz Westfalen eingliederte. Im ebenfalls neu eingerichteten Regierungsbezirk Minden wurde am 18. Oktober 1816 durch Verordnung der Königlichen Regierung in Minden der Kreis Paderborn gebildet. Die 1807 gegründeten Kantone bestanden als Verwaltungsbezirke, teilweise auch als „Bürgermeistereien“ bezeichnet, fort. 1832 wurden Oberntudorf und Niederntudorf aus dem Kreis Paderborn in den Kreis Büren umgegliedert.  Die Stadt Paderborn erhielt 1836 die preußische revidierte Städteordnung.
Im Rahmen der Einführung der westfälischen Landgemeinde-Ordnung von 1841 wurden aus den Verwaltungsbezirken unterhalb der Kreisebene, sofern es sich nicht um Städte gemäß der revidierten Städteordnung handelte, Ämter gebildet. Im Kreis Paderborn bestanden dadurch seit 1844 die vier Ämter Delbrück, Lippspringe, Kirchborchen und Neuhaus. Die Stadt Paderborn blieb amtsfrei. 
Am 10. März 1880 bezog das Amt Kirchborchen sein Amtsbüro in einem neuerrichteten Gebäude in Nordborchen an der heutigen Paderborner Straße. Das Grundstück dazu hatte das Amt kurz zuvor dem Freiherrn von Brenken abgekauft. Dieses Gebäude wurde 1905 erweitert und diente dem Amt bis zu seiner Auflösung Ende 1974 als Amtsverwaltung und danach der Gemeinde Borchen bis zum Neubau des Rathauses in Kirchborchen 1984 als Gemeindeverwaltung.
1895 wechselten Hövelhof und Stukenbrock aus dem Amt Delbrück in das Amt Neuhaus. 1921 wurde Lippspringe amtsfrei. Das Amt Lippspringe erhielt daraufhin den Namen „Amt Altenbeken“. Die Gemeinde Neuhaus erhielt nach der Feier des 700-jährigen Bestehens im November 1957 den Namenszusatz „Schloß“. Die Gemeinde Dorfbauerschaft wurde am 1. August 1964 in die Stadt Delbrück eingemeindet.
1969 wurde Stukenbrock mit den Gemeinden Schloß Holte und Sende aus dem Amt Verl, Kreis Wiedenbrück, zur neuen Gemeinde (seit 2003 Stadt) Schloß Holte-Stukenbrock zusammengeschlossen und kam vorübergehend zum Kreis Bielefeld, ab 1973 zum Kreis Gütersloh. Ebenfalls 1969 wurden Marienloh aus dem Amt Altenbeken und Wewer aus dem Amt Kirchborchen nach Paderborn eingemeindet, während sich Alfen, Kirchborchen und Nordborchen zur Gemeinde Borchen mit Sitz in Nordborchen zusammenschlossen. 
Am 1. Oktober 1969 wurde aus dem Landkreis der Kreis Paderborn.
Am 1. Januar 1975 trat das Sauerland/Paderborn-Gesetz in Kraft, wodurch der Kreis Paderborn mit fast dem gesamten Gebiet des Kreises Büren zum neuen Kreis Paderborn zusammengelegt wurde. Nach Paderborn eingemeindet wurden Benhausen und Neuenbeken aus dem Amt Altenbeken, Dahl aus dem Amt Kirchborchen sowie Elsen, Sande und Schloß Neuhaus aus dem Amt Neuhaus. Altenbeken, Buke und Schwaney schlossen sich zur neuen Großgemeinde Altenbeken zusammen. Die Gemeinde Hövelhof aus dem Amt Neuhaus wurde um den Ortsteil Espeln der Gemeinde Ostenland aus dem Amt Delbrück erweitert. Die Gemeinden des Amtes Delbrück und die drei Lippegemeinden Anreppen, Bentfeld und Boke aus dem Amt Salzkotten-Boke des  Kreises Büren schlossen sich zur Stadt Delbrück zusammen. Die 1969 neugebildete Gemeinde Borchen wurde um Dörenhagen aus dem Amt Kirchborchen und Etteln aus dem Amt Atteln des Kreises Büren erweitert. Gleichzeitig wurden alle Ämter aufgelöst.

## Einwohnerentwicklung
| Jahr | Einwohner | Quelle |
| ---- | --------- | ------ |
| 1821 | 027.082   | [ 15 ] |
| 1832 | 029.065   | [ 5 ]  |
| 1843 | 033.816   | [ 16 ] |
| 1864 | 038.692   | [ 17 ] |
| 1871 | 040.362   | [ 18 ] |
| 1880 | 042.899   | [ 18 ] |
| 1890 | 046.400   | [ 19 ] |
| 1900 | 053.511   | [ 19 ] |
| 1910 | 064.629   | [ 19 ] |
| 1925 | 073.587   | [ 19 ] |
| 1939 | 086.914   | [ 19 ] |
| 1946 | 094.364   | [ 20 ] |
| 1950 | 109.045   | [ 19 ] |
| 1960 | 121.800   | [ 19 ] |
| 1970 | 140.500   | [ 21 ] |
| 1973 | 153.400   | [ 22 ] |

## Politik

### Ergebnisse der Kreistagswahlen von 1946 bis 1970
In der Liste werden nur Parteien und Wählergemeinschaften aufgeführt, die mindestens zwei Prozent der Stimmen bei der jeweiligen Wahl erhalten haben.
Stimmenanteile der Parteien in Prozent
| Jahr   | CDU  | SPD  | FDP  | DZP  |
| ------ | ---- | ---- | ---- | ---- |
| 119461 | 56,7 | 15,7 |      | 25,2 |
| 1948   | 46,0 | 19,7 | 04,3 | 28,6 |
| 1952   | 42,6 | 19,0 | 10,4 | 25,0 |
| 1956   | 50,1 | 22,2 | 09,0 | 18,4 |
| 1961   | 66,1 | 20,8 | 06,8 | 06,3 |
| 219642 | 62,0 | 25,1 | 07,4 |      |
| 1970   |      |      |      |      |

Fußnoten
1 1946: zusätzlich: KPD: 2,3 %

2 1964: zusätzlich: UWG: 5,5 %

### Landräte
- 1817–183100Maximilian von Elverfeldt
- 1831–183400Adolph von Spiegel-Borlinghausen
- 1834–184200Klemens von Wolff-Metternich
- 1842–187000Franz Ludwig Grasso
- 1870–187500Hugo von Brackel
- 1875–190300Walther Jentzsch
- 1903–193400Friedrich von Laer
- 1934–193700Friedrich Homann (NSDAP)
- 1937–194500Heinrich Althans (NSDAP)
- 19460000000Ferdinand Henkemeyer (Zentrum)
- 1946–194800Josef Büssemeier (CDU)
- 1948–196300Karl Rennkamp (CDU)
- 1963–196400Johannes Ising (CDU)
- 1964–197400Joseph Köhler (CDU)

### Wappen
| Wappen des Kreises Paderborn 1947 | Wappenbeschreibung Unter silbernem Schildhaupt mit durchgehendem roten Kreuz in Rot zwei silberne Wellenbalken. Das Schildhaupt symbolisiert die Zugehörigkeit zum ehemaligen Hochstift Paderborn, die beiden Wellenbalken die Flüsse Pader und Alme. Das Wappen wurde am 30. Juni 1947 genehmigt. |

## Gemeinden des Kreises Paderborn
Nach Ämtern 
(Fläche und Wohnbevölkerung Stand 1950, Verwaltungssitz*):
Amtsfrei:
1. Bad Lippspringe, Stadt: 50,57 km², 8.253 E
2. Paderborn, Stadt: 44,24 km², 40.270 E

Amt Altenbeken: 108,26 km², 9.335 E
1. Altenbeken*: 25,93 km², 3.610 E
2. Benhausen: 9,80 km², 1.049 E
3. Buke: 16,73 km², 886 E
4. Marienloh: 7,38 km², 854 E
5. Neuenbeken: 17,48 km², 1.426 E
6. Schwaney: 30,94 km², 1.510 E

Amt Delbrück: 138,75 km², 14.974 E
1. Delbrück*, Stadt: 4,85 km², 2.365 E
2. Dorfbauerschaft: 15,77 km², 2.302 E
3. Hagen: 18,47 km², 1.493 E
4. Ostenland: 37,48 km², 3.744 E
5. Westenholz: 37,75 km², 2.451 E
6. Westerloh: 30,43 km², 2.691 E

Amt Kirchborchen: 87,48 km², 8.980 E
1. Alfen: 7,92 km², 1.062 E
2. Dahl: 17,10 km², 979 E
3. Dörenhagen: 15,95 km², 1.024 E
4. Kirchborchen: 20,89 km², 2.203 E
5. Nordborchen*: 9,28 km², 1.447 E
6. Wewer: 16,34 km², 2.265 E

Amt Neuhaus: 167,01 km², 27.223 E
1. Neuhaus*: 26,35 km², 10.107 E
2. Elsen: 20,08 km², 4.825 E
3. Hövelhof: 55,50 km², 5.584 E
4. Sande: 22,41 km², 2.147 E
5. Stukenbrock: 42,67 km², 4.560 E

## Kfz-Kennzeichen
Am 1. Juli 1956 wurde dem damaligen Landkreis bei der Einführung der bis heute gültigen Kfz-Kennzeichen das Unterscheidungszeichen PB zugewiesen.